# Abu Bakar von Pahang

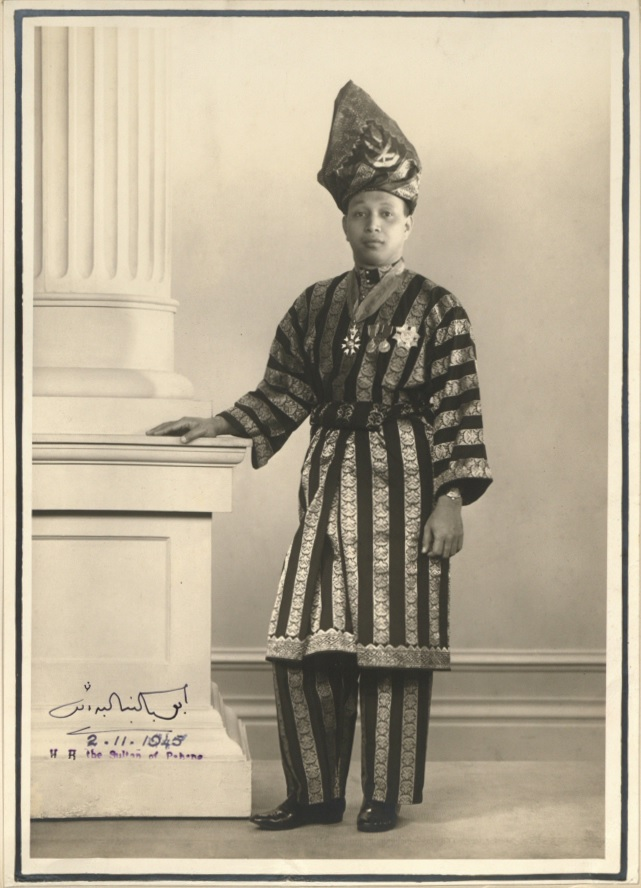
Sultan Abu Bakar von Pahang

Sultan Abu Bakar Ri'ayatuddin Al-Muazzam Shah Ibni Al-Marhum Sultan Abdullah Al-Mutasim Billah Shah GCMG  (arabisch أبو بكر; geboren 29. Mai 1904 in Istana Hinggap, Pekan; gestorben 7. Mai 1974) war der vierte Sultan von Pahang.

## Leben
Abu Bakar wurde bei Istana Hinggap, im Distrikt Pekan geboren. Er war der zweite Sohn von Sultan Abdullah Al-Mutassim Billah Shah und dessen Frau Che Kalsom binti Tun Abdullah.
1932 trat er die Nachfolge seines Vaters an und war bei seinen Untertanen aufgrund seiner freundlichen und nahbaren Art beliebt. In der Zeit der Japanischen Besetzung Malayas (1941–45) unterstützte er im Geheimen die Widerstandsbewegungen wie zum Beispiel Rejimen Askar Wataniah, Force 136 und die Malayan Peoples’ Anti-Japanese Army (MPAJA).
Allerdings wurden ihm größere Ehren versagt, da seine Vorliebe, Frauen aus dem Volk zu heiraten, inklusive mehrerer Schauspielerinnen und Sängerinnen, bei den anderen malaiischen Herrschern ungnädig aufgenommen wurde. Sie weigerten sich fünfmal (zwischen 1957 und 1970), ihn als Yang di-Pertuan Agong von Malaysia, also den Wahlkönig, einzusetzen.

## Familie
Seine Hauptfrau (Tengku Ampuan Pahang) war Raja Fatimah, die Tochter von Sultan Iskandar Shah ibni Al-Marhum Sultan Idris Murshidul Azzam Shah I, die er in Kuala Kangsar im Sultanat Perak heiratete. Tengku Ampuan Fatimah war seine Cousine. Eine weitere bekannte Ehefrau war Maria Menado. Soweit bekannt, war Abu Bakar im Laufe seines Lebens mit mindestens neun Frauen verheiratet und hatte über 30 Kinder.

## Tod
Abu Bakar starb am 7. Mai 1974. Nachfolger wurde sein Sohn Ahmad Shah.

## Ehrungen

### Ehrungen von Pahang
- Gründer und Großmeister des Familienordens der Krone von Indra von Pahang (25. Mai 1967)
- Gründer und Großmeister des Ordens der Krone von Pahang (27. Dezember 1968)

### Ehrungen von Malaya
- Order of the Crown of the Realm (DMN, 31. August 1958)[1]

### Auswärtige Ehrungen
- Honorary Knight Grand Cross des Order of St. Michael and St. George (1. Juni 1953)